# ابن باكويه
ابن باكُوَيْه (ت. 428 هـ / 1037 م) هو متصوف ، من أهل باكو.
هو أبو عبد الله محمد بن عبد الله بن عبيد الله بن باكويه الشيرازي الباكوي ، المعروف بابن باكويه أو بابا كوهي، وقيل باكويه، وقيل في اسمه: علي بن محمد بن عبد الله.
ولد سنة 340 ونيف للهجرة. عني بالحديث ورحل إلى مدن عدة لطلب العلم منها جرجان وبغداد والبصرة واصبهان ونيسابور ودمشق وهراة وبلخ وبخاري والكوفة. أخذ عنه عدة علماء منهم أبو القاسم القشيري. توفي في شيراز سنة 428 هـ، وقيل سنة 442 هـ، وقيل سنة 404 هـ، وقيل 420 هـ، ودفن بها.

## آثاره
له كتاب «أخبار العارفين» و «بداية حال الحسين بن منصور الحلاج» وله ديوان شعر.